# Уастекский язык
Уастекский язык — один из наиболее многочисленных (после юкатекского) современных языков майяской семьи. Распространён среди уастеков, живущих в аграрных регионах в штате Сан-Луис-Потоси и на севере штата Веракрус. Исторически был распространён также в штате Тамаулипас, где в настоящее время полностью вытеснен испанским и другими местными языками.
Территориально изолирован от основной территории распространения майяских языков и отошёл от общего древа ранее других языков этой семьи (об этом же говорят и культурные характеристики уастеков, чей быт и религия в доколумбову эпоху отличались от других народов майя в сторону большей примитивности). Согласно переписи 2005 г., в Мексике проживало около 150000 носителей уастекского языка (из них около 90000 в Сан-Луис-Потоси и около 50000 в Веракрусе).
Самоназвание языка — Teenek — в последнее время вытесняет экзоним «уастекский язык» как в Мексике, так и в международном обиходе.
Ближайшим родственным языком был ныне вымерший чикомусельтекский язык.
Первое описание уастекского языка среди европейцев составил Андрес де Ольмос, который также составил первые грамматики тотонакского и науатля.
Программы на уастекском языке передаёт радиостанция XEANT-AM, находящаяся под патронажем Национальной комиссии по развитию аборигенных народов (CDI), расположенная в г. Танкануиц-де-Сантос, штат Сан-Луис-Потоси.

## Диалекты
В уастекском языке есть три диалекта, распад которых произошёл более 400 лет назад:
1. западный (Потосино) — 48000 носителей в 9 городах — Сьюдад-Вальес (Тантокоу), Акисмон, Уэуэтлан, Танкануиц, Танлахас, Сан-Антонио, Тампамолон, Танкиан и Танкуаялаб — в штате Сан-Луис-Потоси.
2. центральный (Веракрус) — 22000 носителей в городах Темпоаль и Тантоюка на севере штата Веракрус.
3. восточный (Отонтепек) — 12000 носителей в 7 городах — Чонтла, Тантима, Танкоко, Чинампа, Наранхос, Аматлан и Тамиауа — на севере штата Веракрус. Также известен как юго-восточный уастекский. Ана Кондич (Kondic, 2012) приводит другое количество — всего 1700 носителей в муниципалитетах Чонтла (деревни Сан-Франсиско, Лас-Крусес, Арранка-Эстакас и Энсиналь), Чинампа, Аматлан и Тамиауа[3].

## Фонология

### Гласные
| Краткие гласные | Передний ряд | Средний ряд | Задний ряд |
| --------------- | ------------ | ----------- | ---------- |
| Верхний подъём  | i [i]        |             | u [ü]      |
| Средний подъём  | e [e̞]        |             | o [o̞]      |
| Нижний подъём   |              | a [a]       |            |

| Долгие гласные | Передний ряд | Средний ряд | Задний ряд |
| -------------- | ------------ | ----------- | ---------- |
| Верхний подъём | ii [ʲiː]     |             | uu [ɯː]    |
| Средний подъём | ee [eː]      |             | oo [ɤː]    |
| Нижний подъём  |              | aa [aː]     |            |

### Согласные
|                | Лабиальные  | Лабиальные     | Альвеолярные | Альвеолярные   | Палатальные | Палатальные    | Велярные    | Велярные | Радикальные |       |
| Придыхательные | Абруптивные | Придыхательные | Абруптивные  | Придыхательные | Абруптивные | Придыхательные | Абруптивные |          | Радикальные |       |
| -------------- | ----------- | -------------- | ------------ | -------------- | ----------- | -------------- | ----------- | -------- | ----------- | ----- |
| Носовые        | m [m]       | m [m]          | n [n]        | n [n]          |             |                |             |          |             |       |
| Взрывные       | b [b]       | p' [pʼ]        | t [tʰ]       | t' [tʼ]        |             |                | k [kʰ]      | k' [kʼ]  | ' [ʔ]       |       |
| Аффрикаты      | p [ɸʰ]      |                | ts [tsʰ]     | ts' [tsʼ]      | ch [tɕʰ]    | ch' [tɕʼ]      |             |          |             |       |
| Фрикативные    |             |                | s [s]        | z [θ]          | x [ʃ]       | x [ʃ]          |             |          | j [χ]       | j [χ] |
| Аппроксиманты  | w [ʋ]       | w [ʋ]          | l [l]        | l [l]          | y [j]       | y [j]          |             |          |             |       |
| Одноударные    |             |                | r [ɾ]        | r [ɾ]          |             |                |             |          |             |       |